# Кожантаев, Жамшит Жунисович
Жамшит Жунисович (Джамшит Джунусович) Кожантаев (каз. Жәмшит Жүнісұлы Қожантаев; 4 марта 1928, Кызылсай, Атбасарский район, Акмолинский округ, Казакская АССР, РСФСР, СССР — 1994) — передовик производства, водитель совхоза «Урумкайский» Щучинского района Кокчетавской области, Казахская ССР. Герой Социалистического Труда (1973). Заслуженный работник автомобильного транспорта Казахской ССР (1978).

## Биография
Родился в селе Кызылсай Атбасарского района Акмолинского округа (ныне — упразднённое село Жаксынского района Акмолинской области Казахстана).
Трудовую деятельность начал в 1945 году после окончания автошколы работал шофером автобазы N 1 города Кокчетава, затем служил в рядах Вооруженных Сил СССР (1948—1951).
Работал в Щучинской автоколонне № 2585, которой он отдал более двадцати лет. Был водителем автопоезда в совхозе «Урумкайский» Щучинского района.
За выдающиеся успехи, достигнутые в выполнении заданий десятой пятилетки и социалистических обязательств, Всесоюзном социалистическом соревновании, и проявленную трудовую доблесть в выполнении принятых обязательств по увеличению производства и продажи государству зерна и других продуктов земледелия в 1973 году удостоен звания Героя Социалистического Труда указом Президиума Верховного Совета СССР от 10 декабря 1973 года с вручением ордена Ленина и золотой медали «Серп и Молот».
В 1966 году вступил в КПСС. Избирался депутатом Верховного Совета СССР 9-го созыва (1974—1979).
В 1979 году перевёз 14 тысяч тонн зерна, за что был награждён орденом Ленина.
С марта 1981 года и до ухода на пенсию — директор школы автомобилистов в городе Щучинск.
Умер в 1994 году.

## Награды
- Герой Социалистического Труда — указом Президиума Верховного Совета СССР от 10 декабря 1973 года
- Орден Ленина — трижды (1971, 1973, 1976)
- Орден Дружбы народов (1981)
- Государственная премия СССР (1975)